# 五條市立五條東中学校
五條市立五條東中学校（ごじょうしりつ ごじょうひがしちゅうがっこう）は、奈良県五條市今井五丁目にある公立中学校。

## 教育目標
- 自ら学び、進んで行動する
- 思いやりの心をもつ
- 体力つくりに励む

## 沿革
- 1962年（昭和37年）4月1日 - 五條市立北宇智中学校・五條市立五條中学校宇智小校区・五條中学校大阿太分校・五條市立南阿太中学校を統合し、五條市立五條東中学校を設置。当初は各々を北宇智校舎・五條校舎・大阿太校舎・南阿太校舎として別個に授業を行った。
- 1962年（昭和37年）12月21日 - 新校舎が竣工。
- 1963年（昭和38年）4月6日 - 新校舎で初の入学式・始業式を行い、校舎を統合。
- 2008年（平成20年） - 野球部が全中出場
- 2019年 (令和元年)  - 柔道部が全中女子団体優勝

## 通学区域
以下1小学校の各通学区域から成る。南北5km・東西8km・面積34km2。
- 五條市立五條東小学校

## 周辺
- 五條警察署
- 五條市立五條東小学校
- 五條今井郵便局
- 吉野川

## アクセス
- JR西日本和歌山線 五条駅から東へ700m
- 奈良交通 栄山寺口バス停下車
- 国道24号沿い

## 関係者

### 出身者
- 岡本和真（読売ジャイアンツ内野手）[1]
- 馬場悠（サッカー選手、JFL・奈良クラブ所属）
- 大井彩蓮（柔道選手）

## 通学区域が隣接している学校
- 五條市立五條西中学校
- 五條市立五條中学校
- 下市町立下市あきつ学園
- 大淀町立大淀中学校
- 御所市立葛中学校
- 御所市立葛上中学校
- （大阪府）千早赤阪村立千早赤阪中学校